# والشتورف
والشتورف (به آلمانی: Wahlstorf) یک منطقهٔ مسکونی در آلمان است که در گهلسباخ واقع شده‌است. والشتورف ۱۵۳ نفر جمعیت دارد.